# كارلوس هنريكي دي بريتو كروز
كارلوس هنريكي دي بريتو كروز (بالبرتغالية: Carlos Henrique de Brito Cruz‏) هو فيزيائي وباحث برازيلي، ولد في 19 يوليو 1956 في ريو دي جانيرو في البرازيل.